# シーラーズ国際空港
シーラーズ国際空港（ペルシア語: فرودگاه بین‌المللی شیراز、英語: Shiraz International Airport）は、イラン・シーラーズにある国際空港。14世紀の学者の名を冠して、シャヒード・ダシュトガーエブ空港とも呼ばれ、ファールス州の主要国際空港として利用されている。
2005年に電子管制の導入と管制塔のシステムなどを含む改装が行われ、イランにおいて飛行の安全性についてテヘランのエマーム・ホメイニー国際空港に次ぐ現代的かつ信頼性の高い空港となった。
同空港からはほとんどのイラン主要都市への国内線のほか、アラブ首長国連邦のドバイ、カタルのドーハなど湾岸諸国都市への国際線のデイリー運航が行われている。

## 就航航空会社・都市
- イラン航空 - バーレーン、バンダレ・アッバース、バンダレ・レンゲ、ドーハ、エスファハーン、テヘラン（メヘラーバード）
- イランエアツアーズ - アーバーダーン、キーシュ島、マシュハド、テヘラン（メヘラーバード）
- イラン・アーセマーン航空 - ドバイ、ゲシュム島、クウェート、ラーメルド、マシュハド、マスカト、テヘラン（メヘラーバード））
- ガルフ航空 - バーレーン
- キーシュ航空 - キーシュ島
- ジャズィーラ航空 - クウェート
- マーハーン航空 - テヘラン（メヘラーバード）
- サウジアラビア航空 - ジェッダ（巡礼季節運航）
- エア・アラビア - シャールジャ